# Phytoliriomyza mesnili
Phytoliriomyza mesnili is een vliegensoort uit de familie van de mineervliegen (Agromyzidae). De wetenschappelijke naam van de soort is voor het eerst geldig gepubliceerd in 1945 door d'Aguilar.